# Казар (Орловська область)
Казар (рос. Казарь) — село у Залегощенському районі Орловської області Російської Федерації.
Населення становить 649 осіб. Входить до муніципального утворення Нижнєзалегощенське сільське поселення.

## Історія
Населений пункт розташований у межах Чорнозем'я та історичного Дикого Поля. Від 13 червня 1934 року після ліквідації Центрально-Чорноземної області населений пункт увійшов до складу новоствореної Курської області.
З 27 вересня 1937 року в складі новоствореної Орловської області.
Від 2013 року входить до муніципального утворення Нижнєзалегощенське сільське поселення.

## Населення
| 1857 | 1859  | 1915  | 2010 |
| ---- | ----- | ----- | ---- |
| 1075 | ↗1091 | ↗1924 | ↘649 |